# Kainsmal
Das Kainsmal oder das Kainszeichen ist ein Zeichen, das im Alten Testament der christlichen Tradition dem Brudermörder Kain von Gott gegeben wird. Die hebräische Redewendung „le-kajin ot“ ('ot, אות, „Zeichen“) der jüdischen Torah wurde mit „[Gott machte] Kajin zum Zeichen“ und „dem Kajin ein Zeichen“ übersetzt.

## Bibelbericht
Kain erschlug seinen Bruder Abel nach einem Gottesopfer. Damit er nicht als Brudermörder selbst erschlagen werde, machte Gott ein Zeichen an Kain, um ihm eine Chance für ein gewaltfreies Leben zu geben. Das Kainsmal ist also sowohl das Erkennungszeichen des Mörders als auch ein Schutzzeichen, das ihn vor einem gewaltsamen Tode bewahrt.
1. Buch Mose / Genesis 4,8–15:

„Hierauf sagte Kain zu seinem Bruder Abel: Gehen wir aufs Feld! Als sie auf dem Felde waren, griff Kain seinen Bruder Abel an und erschlug ihn. […] Der Herr sprach: Was hast du getan? Das Blut deines Bruders schreit zu mir vom Ackerboden. So bist du verflucht, verbannt vom Ackerboden, der seinen Mund aufgesperrt hat, um aus deiner Hand das Blut deines Bruders aufzunehmen. Wenn du den Ackerboden bestellst, wird er dir keinen Ertrag mehr bringen. Rastlos und ruhelos wirst du auf der Erde sein. Kain antwortete dem Herrn: Zu groß ist meine Schuld, als dass ich sie tragen könnte. Du hast mich heute vom Ackerland verjagt und ich muss mich vor deinem Angesicht verbergen; rastlos und ruhelos werde ich auf der Erde sein und wer mich findet, wird mich erschlagen. Der Herr aber sprach zu ihm: Darum soll jeder, der Kain erschlägt, siebenfacher Rache verfallen. Darauf machte der Herr dem Kain ein Zeichen, damit ihn keiner erschlage, der ihn finde.“

„Kajin sprach zu dem Ewigen: ‚Meine Strafe ist zu groß, um sie zu tragen. Siehe, du hast mich vertrieben von diesem Erdreich hinweg. Vor deinem Antlitz soll ich mich verbergen. Wenn ich nun unstet und flüchtig auf der Erde bin, so wird mich jeder umbringen, der mich findet.‘ Da sprach der Ewige zu ihm: ‚Niemand wage es, Kajin umzubringen! Siebenfältig soll er gerächt werden!‘ Der Ewige machte dem Kajin ein Zeichen, dass ihn nicht jeder erschlage, der ihn findet.“

## Jüdische Auslegung
In der hebräischen Sprache der jüdischen Torah ist das Wort 'ot (אות, „Zeichen“) oft ein göttliches Zeichen. Im 2. Buch Mose (Ex 4,1–9) unterstützt ein (Wunder-)Zeichen die Glaubwürdigkeit Moses vor dem Pharao. Das Zeichen des Kajin ist kein Schandfleck; als solches schützt es ihn vor der Blutrache. Zugleich wird der „erste Mörder“ Kajin mit ihm selbst zur Warnung für andere Menschen vor der Untat Mord.
Raschi kommentiert, dass JHWH einen Buchstaben seines Namens auf Kajins Stirn einschnitzte (:וישם ה' לקין אות: חקק לו אות משמו במצחו).

## Christliches Mittelalter
Im europäischen Mittelalter wurde die alttestamentliche Deutung des „Kainszeichens“ als Rechtfertigung des stigmatischen Abzeichens für Juden, des gelben Judenrings, missbraucht.

## Neuzeit (Europa)
Im 18. Jahrhundert entwickelte sich in Europa die Vorstellung, dass „Gott Kain für den Mord an Abel mit einer schwarzen Haut gestraft habe und dessen Nachkommen [...] dieses Sündenzeichen bis in die Gegenwart hinein tragen müßten“. Diese Auslegung der Bibel sollte erklären, „warum es Schwarze nur in Afrika, nicht aber in den tropischen Gegenden Amerikas gab, und warum [afrikanische Sklaven], auch wenn sie generationenlang in nördlichen Breiten lebten, nicht weiß wurden“.

## Redensart
Heutzutage hat das alttestamentliche „Kainsmal“ im christlich-abendländischen deutschen Sprachraum verallgemeinert die Bedeutung eines Zeichens der Schuld bekommen; ein Merkmal, das einen verrät. Oft negativ behaftet, muss es jedoch keine „gerechte Strafe“ im biblischen Sinne sein. Das Kainsmal ist der Stempel, den die Gesellschaft anderen aufdrückt, um sie auf das festzunageln, was sie sich als Bild von ihnen gemacht hat. Wer das Kainsmal trägt, ist also nicht zwangsläufig ein „Todgeweihter“. Biblisch ist das Kainsmal kein Schandmal, sondern ein Schutzzeichen.